# Jens Brixtofte
Jens Vilhelm Brixtofte (født 14. august 1956) er en dansk forretningsmand og sanger og vinder af Dansk Melodi Grand Prix i 1982 med bandet Brixx og sangen Video Video.
Jens Brixtoftes professionelle karriere blev indledt i 1975, hvor han og hans gruppe MKT vandt Ekstra Bladets pladechance (den tids X-factor) med sangen "Come Along To Barbados". Præmien var en pladeindspilning, og vindersangen blev et ganske pænt hit. I løbet af 1970'erne fulgte flere engelsksprogede plader, men den sidste udgivelse med MKT - LP'en "Op og stå" - var på dansk. Titelnummeret var et stort radiohit i sommeren 1980.
Der skete en mindre udskiftning i bandmedlemmerne, og gruppen genopstod som Brixx, der er mest kendt for at vinde Dansk Melodi Grand Prix 1982.
Et par år senere besluttede Brixtofte sig imidlertid for at stoppe sin musikkarriere, og tog sig en boglig uddannelse. Han er således uddannet cand.merc., handelsskolelærer, folkeskolelærer og sosu-assistent. Han stillede op til regionsvalget i 2017 for socialdemokratiet, men blev ikke valgt ind.
I 1998 udkom et opsamlingsalbum med titlen Come Along To Barbados der indeholdt sange fra både Brixx og MKT. Det blev udgivet under navnet Brixtofte.
Jens Brixtofte er bror til den tidligere Farum-borgmester Peter Brixtofte.

## Diskografi
Med MKT
- M.K.T (1976)
- Take-Off (1977)
- Op og Stå (1980)

Med Brixx
- Brixx (1982)

Som Brixtofte
- Come Along To Barbados (1998) - opsamlingsalbum